# Blepharoneura poecilogastra
Blepharoneura poecilogastra är en tvåvingeart som först beskrevs av Friedrich Hermann Loew 1873.  Blepharoneura poecilogastra ingår i släktet Blepharoneura och familjen borrflugor.
Artens utbredningsområde är Kuba. Inga underarter finns listade.